# Episodi di Distretto di Polizia (settima stagione)
La settima stagione della serie televisiva italiana Distretto di Polizia formata da 26 episodi è andata in onda in prima serata su Canale 5 dal 6 settembre al 19 novembre 2007. 
| nº | Titolo                       | Prima TV Italia   |
| -- | ---------------------------- | ----------------- |
| 1  | L'innocente                  | 6 settembre 2007  |
| 2  | Il branco                    | 6 settembre 2007  |
| 3  | Corsa contro il tempo        | 13 settembre 2007 |
| 4  | Un gioco crudele             | 13 settembre 2007 |
| 5  | Follia                       | 17 settembre 2007 |
| 6  | L'orco                       | 17 settembre 2007 |
| 7  | Un conto in sospeso          | 20 settembre 2007 |
| 8  | Accusa infamante             | 20 settembre 2007 |
| 9  | L'albero del male            | 27 settembre 2007 |
| 10 | L'ultimo colpo               | 27 settembre 2007 |
| 11 | Il giorno più lungo          | 4 ottobre 2007    |
| 12 | Menzogne e verità            | 4 ottobre 2007    |
| 13 | Genitori sbagliati           | 11 ottobre 2007   |
| 14 | L'angelo della morte         | 11 ottobre 2007   |
| 15 | Un grido d'aiuto             | 18 ottobre 2007   |
| 16 | Il volo della colomba        | 18 ottobre 2007   |
| 17 | Il lungo addio               | 22 ottobre 2007   |
| 18 | Un caso di coscienza         | 22 ottobre 2007   |
| 19 | L'ultima rapina              | 29 ottobre 2007   |
| 20 | Un sogno spezzato            | 29 ottobre 2007   |
| 21 | Il ritorno                   | 5 novembre 2007   |
| 22 | L'ombra del passato          | 5 novembre 2007   |
| 23 | La falena                    | 12 novembre 2007  |
| 24 | Agnelli e lupi               | 12 novembre 2007  |
| 25 | Sfida totale                 | 19 novembre 2007  |
| 26 | Nella morsa dell'ingranaggio | 19 novembre 2007  |

## L'innocente
- Diretto da: Alessandro Capone
- Scritto da: Luca Monesi

### Trama
Roberto Ardenzi decide di lasciare il distretto e al suo posto arriva dalla Calabria il commissario Marcello Fontana, il quale ha sotto protezione una ragazza, Giovanna Neri detto Nina, figlia di un boss della 'ndrangheta, Don Vincenzo Neri. Il primo caso al X Tuscolano per il Commissario Fontana avrà un tragico epilogo. Un bambino di nome Jacopo viene rapito in un supermercato da alcuni malviventi a scopo di estorsione. Ma al momento della consegna dei soldi nessuno si presenta. Raffaele e Alessandro trovano l'auto dei rapinatori con all'interno il corpo di Jacopo senza vita. Fontana ha un'accesa discussione con il padre del bambino, Franco. Marchionni. Il giorno dopo Raffaele e Alessandro riferiscono al commissario che Jacopo è morto soffocato quando è stato sequestrato, ma poi scoprono che ci sono delle impronte sull'auto ed identificano un rapinatore il quale viene portato in commissariato e confessa che il suo complice era l'autista del padre del bambino(puntata con riferimenti al rapimento di Tommaso Onofrio). Don Vincenzo Neri intanto sta studiando un piano per riprendersi sua figlia.
- Guest star: Giorgio Tirabassi (Roberto Ardenzi), Sergio Fiorentini (Tiberio Belli), Silvia De Santis (Germana).
- Altri interpreti: Sara D'Amario (madre di Jacopo), Antonio Manzini (Franco Marchionni), Elisabetta Pellini (Tiziana Cattaneo), Mimmo Mancini (Sebastiano Morace), Raffaella Rea (Giovanna Neri)
- Ascolti Italia: telespettatori 6 525 000 - share 28,45%[1]

## Il branco
- Diretto da: Alessandro Capone
- Scritto da: Vinicio Canton

### Trama
Mentre stanno andando al Distretto, Anna e Luca vedono una ragazza, Angela Galderisi, che è stata violentata da tre ragazzi, fuori da una discoteca gay. I tre frequentano una palestra e il commissario Fontana decide di infiltrare Luca; ma quando i ragazzi scoprono che Luca è un poliziotto, vanno a casa sua e tentano di violentare Anna, fin quando la polizia non sopraggiunge.
- Altri interpreti: Gianni Franco (padre di Angela), Alessia Fugardi (Angela Galderisi), Mimmo Mancini (Sebastiano Morace), Irma Carolina Di Monte (Adele), Natale Russo (Caputo), Lorenzo Renzi (aggressore).
- Ascolti Italia: telespettatori 6 150 000 - share 33,66%[1]

## Corsa contro il tempo
- Diretto da: Alessandro Capone
- Scritto da: Paolo Marchesini

### Trama
Due tossicodipendenti rapinano un bar, in cui si trova anche l'ispettore Marchetti, al quale i malviventi rubano la pistola, benché egli li tenesse sotto tiro. L'ispettore Marchetti dovrà agire in fretta per recuperare la sua arma d'ordinanza, anche perché quel giorno è in programma la visita di controllo degli ispettori del Ministero. A casa dei due malviventi, Alberto Rocca e la compagna Sara, il figlio di lui, Valerio, nota la pistola e, credendola un giocattolo, la porta al parco per giocarci con gli altri bambini. L'intervento fulmineo di Raffaele evita così la tragedia. Intanto due uomini di Don Vincenzo arrivano a Roma dopo aver capito che la ragazza è nascosta lì.
- Altri interpreti: Marco Guadagno (Pasini), Laura Nardi (Sara), Pierluigi Stella (Alberto Rocca), Azzurra Antonacci (Vanessa Greganti), Elisabetta Pellini (Tiziana Cattaneo), Anna Longhi (Armanda), Mimmo Mancini (Sebastiano Morace), Filippo Valsecchi (Stefano), Marco Todisco (Valerio Rocca).
- Ascolti Italia: telespettatori 5 841 000 - share 26,60%[2]

## Un gioco crudele
- Diretto da: Alessandro Capone
- Scritto da: Paolo Marchesini

### Trama
Si indaga sul caso di una persona la cui macchina è stata colpita da un sasso lanciato da un cavalcavia da dei giovani e su un caso di maltrattamento minorile. Ugo intanto scopre e sventa un caso di truffa ai suoi danni. Intanto i due uomini di Neri trovano Nina all'università e tentano di rapirla. Ma l'intervento del X Tuscolano sventa il tentato rapimento: Nina scappa e uno dei suoi aggressori viene ucciso da Anna.
- Altri interpreti: Claudio Angelini (nonno di Michele), Carolina Felline (Laura), Mimmo Mancini (Sebastiano Morace), Elisabetta Pellini (Tiziana Cattaneo), Ginestra Paladino (Assistente sociale di Nick), Filippo Valsecchi (Stefano), Adriano Pantaleo (Donato Scifo), Francesco Montanari (amico di Donato).
- Ascolti Italia: telespettatori 5 432 000 - share 30,50%[2]

## Follia
- Diretto da: Alessandro Capone
- Scritto da: Francesco Balletta

### Trama
Irene si trova nel negozio di strumenti musicali di Sasha, per la riparazione della chitarra del nipote. In quel momento scoppia una bomba nel negozio. Intanto l'ispettore Berti è momentaneamente fuori dalle ricerche di Nina, che è scappata in seguito all'aggressione degli uomini di Neri all'Università; nel frattempo, Vanessa, una sua amica, viene portata a Roma dal commissario Fontana per aiutarlo a rintracciarla con 
la collaborazione del maggiore della DIA Saverio Patrizi. 
- Altri interpreti: Gennaro Diana (Furio Basile), Antonella Bavaro (Manila), Mimmo Mancini (Sebastiano Morace), Danilo Nigrelli (Saverio Patrizi), Azzurra Antonacci (Vanessa Greganti), Elisabetta Pellini (Tiziana Cattaneo), Filippo Valsecchi (Stefano).
- Ascolti Italia: telespettatori 5 463 000 - share 23,04%[3]

## L'orco
- Diretto da: Alessandro Capone
- Scritto da: Roberto Jannone

### Trama
Un bambino di dieci anni di nome Massimo segue uno sconosciuto su un furgone bianco, scomparendo così dalla famiglia. Il padre ne denuncia la scomparsa al X Tuscolano. Intanto Vanessa finisce nelle mani di Sebastiano Morace, braccio destro di Don Vincenzo, che la usa per arrivare a Nina. Fortunatamente il X Tuscolano interviene mettendo in fuga il boss e Morace.
- Altri interpreti: Massimo Bagliani (Adolfo Rivoli), Gabriele Parrillo (padre di Massimo), Mimmo Mancini (Sebastiano Morace), Danilo Nigrelli (Saverio Patrizi), Azzurra Antonacci (Vanessa Greganti).
- Ascolti Italia: telespettatori 4 774 000 - share 24,45%[3]

## Un conto in sospeso
- Diretto da: Alessandro Capone
- Scritto da: Massimiliano Griner

### Trama
Al X Tuscolano viene affidata un'operazione della massima importanza: portare all'inceneritore 50 chili di cocaina purissima sequestrata a un narcotrafficante ricercato a livello internazionale, Sergio Rambaldi. Intanto Nina si trova in un nuovo rifugio: ma suo padre è riuscito a parlare con lei e la ragazza decide di non dare più fiducia al suo amico Fontana, interrompendo la collaborazione con la Polizia.
- Altri interpreti: Maurizio Tesei (Tullio Cerrone), Ettore D'Alessandro (Remo Cerrone), Danilo Nigrelli (Saverio Patrizi), Mimmo Mancini (Sebastiano Morace), Azzurra Antonacci (Vanessa Greganti), Filippo Valsecchi (Stefano), Tullio Sorrentino (Sergio Rambaldi).
- Ascolti Italia: telespettatori 5 268 000 - share 21,18%[4]

## Accusa infamante
- Diretto da: Alessandro Capone
- Scritto da: Vinicio Canton

### Trama
Alessandro ha dormito a casa di Raffaele perché Irene ha scoperto che ha passato una sera con Tiziana Cattaneo, il nuovo medico legale. Berti e Marchetti indagano sull'assassinio di un'irreprensibile trentenne segretaria di un importante broker finanziario, Alberto Malaspina. Il commissario Fontana si occupa del difficile caso, impegnandosi anche a ricucire il rapporto con Nina: infatti la ragazza ha deciso che non vuole più collaborare ed è in partenza per una località segreta in Germania. Fontana, raccontandole la verità sull'omicidio del fidanzato ordinato da Don Vincenzo Neri, la convince a restare. 
- Altri interpreti: Paolo Serra (Alberto Malaspina), Giulio Pampiglione (Pier Giorgio Malaspina), Irma Ciaramella, Danilo Nigrelli (Saverio Patrizi), Carlo Greco (avvocato Mantovani), Mimmo Mancini (Sebastiano Morace), Elisabetta Pellini (Tiziana Cattaneo), Denis Fasolo.
- Ascolti Italia: telespettatori 5 033 000 - share 23,91%[4]

## L'albero del male
- Diretto da: Alessandro Capone
- Scritto da: Alessio Billi

### Trama
Viene ritrovato morto un ex eroinomane ora sorvegliante notturno di un centro di recupero per tossicodipendenti. Irene è preoccupata perché nel centro risiede anche la sorella Valeria (che ancora non è riuscita a disintossicarsi) e teme che possa esser implicata nella vicenda. Intanto Nina comincia a testimoniare e vengono i primi nodi al pettine; il commissario Fontana ha un confronto faccia a faccia con Don Vincenzo Neri, durante la perquisizione della villa di quest'ultimo.
- Altri interpreti: Alessia Barela (Valeria Valli), Alessandro Di Carlo (Serrano), Luciano Miele (Lorenzo), Danilo Nigrelli (Saverio Patrizi), Carlo Greco (avvocato Mantovani), Mimmo Mancini (Sebastiano Morace), Elisabetta Pellini (Tiziana Cattaneo), Filippo Valsecchi (Stefano), Denis Fasolo (Giorgio Potenza), Turi Catanzaro (Gaetano Nicito), Fabrizio Romano (Mazzola).
- Ascolti Italia: telespettatori 5 872 000 - share 23,78%[5]

## L'ultimo colpo
- Diretto da: Alessandro Capone
- Scritto da: Francesco Balletta

### Trama
Un armiere della malavita è ritrovato barbaramente ucciso nel retrobottega del proprio negozio-copertura. Gli agenti del X Tuscolano indagano sul difficile caso. Nel frattempo le dichiarazioni di Nina provocano molti arresti nel clan e la fuga di un faccendiere, Gaetano Nicito, pronto a collaborare, che chiede la protezione di Fontana. Verrà ucciso da Morace e Parmesan ha un malore durante l'azione di Polizia. 
- Altri interpreti: Nicola Di Pinto (Petrocchi), Anna Longhi (Armanda), Joe Capalbo (Zanasi), Turi Catanzaro (Gaetano Nicito), Carlo Greco (avvocato Mantovani), Mimmo Mancini (Sebastiano Morace), Danilo Nigrelli (Saverio Patrizi), Manuela Ventura (figlia di Petrocchi).
- Ascolti Italia: telespettatori 5 093 000 - share 26,02%[5]

## Il giorno più lungo
- Diretto da: Alessandro Capone
- Scritto da: Paolo Marchesini

### Trama
In seguito all'attentato subito dal commissario Fontana da parte del fuggitivo Morace, l'archivista Parmesan rischia la vita per un infarto. Le agenti Valli e Gori indagano sulla morte di una prostituta nigeriana, mentre Raffaele e Luca sono alle prese col furto di un inchiostro speciale per stampare le banconote per cui viene sospetto Giorgio Potenza, il nuovo fidanzato della Gori. Nel frattempo in una proprietà di Neri viene dissotterrato il cadavere di Vanessa Greganti, l’amica di Nina.
- Altri interpreti: Azzurra Antonacci (Vanessa Greganti), Turi Catanzaro (Gaetano Nicito), Youma Diakite (Dorothy), Denis Fasolo (Giorgio Potenza), Carlo Greco (avvocato Mantovani), Mimmo Mancini (Sebastiano Morace), Danilo Nigrelli (Saverio Patrizi).
- Ascolti Italia: telespettatori 5 507 000 - share 23,26%[6]

## Menzogne e verità
- Diretto da: Alessandro Capone
- Scritto da: Andrea Valagussa

### Trama
Fra i documenti del faccendiere ucciso, il commissario Fontana, grazie alla collaborazione di Nina, trova le prove dell'omicidio di Vanessa, l'amica di Nina, che permette l'arresto di Neri. Ma al momento del fermo il boss finge di sentirsi male e l’ispettrice Valli è costretta a seguirlo in ambulanza. Presto l’ambulanza si rivela falsa, Irene viene aggredita e scaricata in strada e il boss Vincenzo Neri si dà alla fuga. Verrà catturato poco prima di salire a bordo di un elicottero. Nel frattempo Raffaele indaga sul tentato suicidio di una coppia salvata dal figlio quattordicenne: Silvio racconta a Marchetti che i genitori sono finiti nelle mani del usuraio Stucchi.
- Altri interpreti: Riccardo Angelini (padre di Silvio), Carlo Greco (avvocato Mantovani), Anna Longhi (Amanda), Mimmo Mancini (Sebastiano Morace), Danilo Nigrelli (Saverio Patrizi), Elisabetta Pellini (Tiziana Cattaneo), Diego Verdegiglio (Anselmo Stucchi), Gianna Paola Scaffidi (Veronica, compagna di Parmesan).
- Ascolti Italia: telespettatori 5 114 000 - share 24,98%[6]

## Genitori sbagliati
- Diretto da: Alessandro Capone
- Scritto da: Massimiliano Griner

### Trama
Una donna è violentata in casa propria da un uomo mascherato che sembra non aver lasciato tracce. Anna e Irene indagano sul caso, che presenta analogie con altri stupri rimasti irrisolti. 
L'agente Guerra ed Ingargiola hanno invece il compito di rintracciare un detenuto evaso.
- Altri interpreti: Giorgio Locuratolo (Carlo Ronchi), Cecilia Cinardi (Cecilia Ronchi), Norman Mozzato (maestro), Carlo Greco (avvocato Mantovani), Azzurra Antonacci (Vanessa Greganti), Alessia Barela (Valeria Valli), Danilo Nigrelli (Saverio Patrizi), Filippo Valsecchi (Stefano).
- Ascolti Italia: telespettatori 6 240 000 - share 25,11%[7]

## L'angelo della morte
- Diretto da: Alessandro Capone
- Scritto da: Paolo Marchesini

### Trama
Anna e Irene sono in un locale dove una donna ubriaca, Gabriella Gargano, sembra aver bisogno del loro aiuto. Dopo averla accompagnata a casa, trovano il corpo del figlio Enrico. Al Distretto fa ritorno Parmesan. Ingargiola e Vittoria sono invece sulle tracce di un celebre ipnotizzatore. Fontana organizza il trasferimento di Nina al carcere dove suo padre è recluso: Neri ha chiesto un colloquio con la ragazza, che ha subito accettato. All’uscita dal carcere però Sebastiano Morace tende un agguato al convoglio che però fallisce.
- Altri interpreti: Danilo Nigrelli (Saverio Patrizi), Mimmo Mancini (Sebastiano Morace), Susanna Marcomeni (Gabriella Gargano), Massimo Palazzini (vicino dei Gargano), Maria Pia Di Meo (nonna di Enrico Gargano), Carlo Greco (avvocato Mantovani).
- Ascolti Italia: telespettatori 5 662 000 - share 26,49%[7]

## Un grido d'aiuto
- Diretto da: Alessandro Capone
- Scritto da: Alessio Billi

### Trama
Il distretto indaga sul rapimento di una ragazza ucraina, Elena Larchenko, che è riuscita ad avvertire il commissariato grazie ad una telefonata. Intanto il commissario Fontana scopre che c'è una talpa la quale informa Don Vincenzo di tutte le operazioni. Morace consegna una pistola alla talpa per uccidere Nina.
- Altri interpreti: Mario Opinato (Castiglia), Massimo Rinaldi (Giovanni Vasari), Victoria Larchenko (Elena Larchenko), Danilo Nigrelli (Saverio Patrizi), Mimmo Mancini (Sebastiano Morace), Carlo Greco (avvocato Mantovani), Denis Fasolo (Giorgio Potenza), Elisabetta Pellini (Tiziana Cattaneo), Marco Rossetti (Valentino).
- Ascolti Italia: telespettatori 5 777 000 - share 23,81%[8]

## Il volo della colomba
- Diretto da: Alessandro Capone
- Scritto da: Luisa Cotta Ramosino

### Trama
Irene e Anna indagano sul caso di un barbone trovato morto vicino alla scuola del figlio di Vittoria. Intanto il PM Corradi decide di affidare la protezione di Nina esclusivamente al maggiore Patrizi viste le intemperanze di Fontana. Successivamente il X Tuscolano scopre chi è la vera talpa, dopo essere caduto nella trappola che incastrava il maggiore Patrizi: è proprio il PM Corradi, il quale, spalleggiato dall’agente Martino, spinge Nina dal balcone. Fontana e i suoi arrivano troppo tardi.
- Altri interpreti: Danilo Nigrelli (Saverio Patrizi), Robert Madison (Walter Martino), Mimmo Mancini (Sebastiano Morace), Carlo Greco (avvocato Mantovani), Elisabetta Pellini (Tiziana Cattaneo), Victoria Larchenko (Elena Larchenko), Filippo Valsecchi (Stefano).
- Ascolti Italia: telespettatori 5 308 000 - share 25,35%[8]

## Il lungo addio
- Diretto da: Alessandro Capone
- Scritto da: Davide Dapporto

### Trama
Nina viene operata d'urgenza ma non riesce a sopravvivere. Intanto Corradi e l'agente di turno al momento del fatto vengono interrogati dal X Tuscolano, il quale indaga parallelamente anche su un caso di avvelenamento. Al termine delle indagini, Corradi viene arrestato. 
- Altri interpreti: Danilo Nigrelli (Saverio Patrizi), Mimmo Mancini (Sebastiano Morace), Robert Madison (Walter Martino), Filippo Valsecchi (Stefano), Carlo Greco (avvocato Mantovani), Elisabetta Pellini (Tiziana Cattaneo), Vincenzo Tanassi (Filippo Infanti).
- Ascolti Italia: telespettatori 5 592 000[9]

## Un caso di coscienza
- Diretto da: Alessandro Capone
- Scritto da: Massimiliano Griner

### Trama
Gli agenti del X Tuscolano si misurano col tentato suicidio di una bambina ucraina, Milena, in affido temporaneo a Saverio e Giovanna Fasano e sul caso di un uomo che vuole obbligare la propria compagna a tenere il bambino che aspetta, arrivando a compiere un gesto eclatante. Intanto a casa di Irene dopo tanti anni si presenta Davide, il padre di Stefano, mentre Fontana rassegna le dimissioni da commissario.
- Altri interpreti: Barbara Scoppa (Giovanna Fasano), Arcangelo Iannace (Saverio Fasano), Maurizio Battista (barista), Denis Fasolo (Giorgio Potenza), Massimiliano Franciosa (Davide), Marco Rossetti (Valentino), Carlo Greco (avvocato Mantovani), Elisabetta Pellini (Tiziana Cattaneo), Filippo Valsecchi (Stefano), Irma Carolina Di Monte (Adele).
- Ascolti Italia: telespettatori 5 055 000[9]

## L'ultima rapina
- Diretto da: Alessandro Capone
- Scritto da: Veliborka Slijepcevic

### Trama
Alessandro Berti è il responsabile del distretto dopo l'addio di Fontana. Coordina il servizio di Anna e Irene, responsabili del trasferimento di una partita di vasellame antico di immenso valore che verrà rubato da Giorgio, il ragazzo di Anna, e Valentino. I due però verranno scoperti e arrestati. Intanto Fontana è in Calabria, alla ricerca di qualsiasi cosa in grado di far riaprire il caso Neri, in quanto dopo la morte di Nina, senza la sua testimonianza le accuse a Don Neri cadono.
- Altri interpreti: Beatrice Palme (ex amante di Piero Bassi), Victoria Larchenko (Elena Larchenko), Marco Rossetti (Valentino), Danilo Nigrelli (Saverio Patrizi), Denis Fasolo (Giorgio Potenza), Filippo Valsecchi (Stefano), Marco Mario de Notaris (Claudio Bassi).
- Ascolti Italia: telespettatori 5 425 000 - share 21,70%[10]

## Un sogno spezzato
- Diretto da: Alessandro Capone
- Scritto da: Andrea Nobile

### Trama
Anna e Raffaele indagano sul caso di una ragazza scomparsa, Marika Perotti. Intanto Fontana in Calabria incontra Giuseppina Neri, la madre di Don Vincenzo il quale, nel frattempo, ha ottenuto gli arresti domiciliari. La donna si rivelerà in grado di fornire a Fontana degli elementi atti a riaprire il caso. 
- Altri interpreti: Paolo De Giorgio (Manni), Claudia Potenza (amica di Marika), Carlo Greco (avvocato Mantovani), Elisabetta Pellini (Tiziana Cattaneo), Clara Bindi (Giuseppina Neri), Alessandro Rugnone (amico di Marika), Irma Carolina Di Monte (Adele).
- Ascolti Italia: telespettatori 4 965 000 - share 23,67%[10]

## Il ritorno
- Diretto da: Alessandro Capone
- Scritto da: Francesca Demichelis

### Trama
Berti e Valli indagano sull'omicidio di un senegalese avvenuto fuori della discoteca dove l'immigrato lavorava come cameriere. Fontana torna dal suo viaggio in Calabria e subito affronta Neri, in attesa del processo, promettendogli che Nina avrà giustizia e subito rientra in servizio al X Tuscolano. La sua prima mossa è interrogare Corradi: il commissario ha infatti scoperto il ricatto che ha ridotto al silenzio l'ex PM.
- Altri interpreti: Lorenzo Alessandri (padre di Oscar), Marco Casu (Oscar Sassi), Massimiliano Franciosa (Davide), Carlo Greco (avvocato Mantovani), Donatella Pompadour (Claudia Mantovani), Alessia Barela (Valeria Valli), Filippo Valsecchi (Stefano).
- Ascolti Italia: telespettatori 4 856 000[11]

## L'ombra del passato
- Diretto da: Alessandro Capone
- Scritto da: Alessio Billi

### Trama
Marchetti è costretto a confrontarsi col proprio doloroso passato, visto che le indagini sull'assassinio del titolare di una sala giochi, tale Cuntrera, sembrano coinvolgere il figlio del malvivente ucciso da Raffaele anni prima. Nel frattempo Cristina, moglie del commissario Fontana, scopre che Matteo, a scuola, ha ricevuto da Morace e il suo complice un'esplicita minaccia alla loro sicurezza. Marcello fa mettere sotto scorta la famiglia e con Irene e Alessandro prepara una trappola per Morace convincendo la sua amante a darli un appuntamento ma il malvivente riesce a fuggire.
- Altri interpreti: Mimmo Mancini (Sebastiano Morace), Pierluigi Misasi (uomo di Neri), Nino Bernardini (commercialista di Cuntrera), Victoria Larchenko (Elena Larchenko), Irma Carolina Di Monte (Adele).
- Ascolti Italia: telespettatori 4 168 000[11]

## La falena
- Diretto da: Alessandro Capone
- Scritto da: Luisa Cotta Ramosino

### Trama
Mentre tutti gli agenti del X Tuscolano sono alla ricerca del commissario Fontana, che si è nascosto nel furgone di Morace, quest'ultimo viene circondato e si suicida. Berti e Valli si occupano del caso di una ragazza di nome Veronica gettata da un burrone e uccisa.
- Altri interpreti: Mimmo Mancini (Sebastiano Morace), Carlo Greco (avvocato Mantovani), Elisabetta Pellini (Tiziana Cattaneo), Danilo Nigrelli (Saverio Patrizi), Alessia Barela (Valeria Valli), Massimiliano Franciosa (Davide), Federica Vincenti (sorella di Veronica).
- Ascolti Italia: telespettatori 4 891 000 - share 18,41%[12]

## Agnelli e lupi
- Diretto da: Alessandro Capone
- Scritto da: Andrea Valagussa

### Trama
Valli e Berti tentano di raccogliere più prove possibili contro Neri prima del processo finale, quasi una farsa senza la testimonianza di Nina. Anna, Luca e Raffaele indagano invece sulla morte di un prete, accoltellato nella propria sagrestia; la faccenda si rivelerà più inquietante del previsto. Un carico di droga sta per essere preso in carico da Neri, Fontana si mette sulle sue tracce ma farà un buco nell'acqua poiché l’avvocato Mantovani aveva capito di essere controllato.
- Altri interpreti: Carlo Greco (avvocato Mantovani), Danilo Nigrelli (Saverio Patrizi), Pierluigi Misasi (uomo di Neri), Alessia Barela (Valeria Valli), Lia Zinno (Miriam Pizzo).
- Ascolti Italia: telespettatori 4 451 000 - share 20,14%[12]

## Sfida totale
- Diretto da: Alessandro Capone
- Scritto da: Alessio Billi e Massimiliano Griner

### Trama
Miriam Pizzo, addetta della dogana allo scarico delle merci di Neri, viene uccisa da un uomo del boss. La Corte d'Assise proscioglie il boss della 'ndrangheta da ogni accusa e ne dà notizia anche il TG 5. Neri è di nuovo libero e tutti gli agenti del X Tuscolano sono impegnati in una corsa contro il tempo per ritrovare la sua droga prima che venga raffinata e immessa sul mercato. Fontana accetta la sfida, mettendo a repentaglio la sicurezza dei suoi cari, la moglie Cristina e il figlio Matteo in un attentato che doveva compiere il complice di Morace. Alla fine Neri viene individuato e ucciso probabilmente da Fontana ma il commissario viene ferito. 
- Guest star: Salvo Sottile (se stesso).
- Altri interpreti: Anna Longhi (Armanda), Pierluigi Misasi (uomo di Neri), Carlo Greco (avvocato Mantovani), Danilo Nigrelli (Saverio Patrizi), Lia Zinno (Miriam Pizzo), Donatella Pompadour (Claudia Mantovani).
- Ascolti Italia: telespettatori 5 370 000 - share 21,05%[13]

## Nella morsa dell'ingranaggio
- Diretto da: Alessandro Capone
- Scritto da: Alessio Billi e Massimiliano Griner

### Trama
Fontana si sveglia in ospedale, nel momento più duro della sua carriera: è salvo ma non ricorda nulla dell'incidente con Vincenzo Neri e della tragedia accaduta. Il commissario è sospettato di aver ucciso Neri sparandogli alle spalle ma presto si scopre che a sparare al boss è stato un certo Collaciani, membro di un clan rivale che faceva affari con l’avvocato Mantovani il quale ha quindi tramato contro Neri. Sua nipote Claudia, avvocato come lui, lo accusa di essere stato una specie di burattinaio condizionando Neri e così Mantovani viene arrestato. Invece Irene e Alessandro cercano di proteggere Stefano che è in compagnia del padre rischiando la vita a causa sua. Al distretto arriva un nuovo ispettore, Elena Argenti. Vittoria e Giuseppe decidono di chiamare la loro bambina Nina, come la figlia di Neri. Finita l'indagine, Fontana decide di tornare in Calabria lasciando così il distretto.
- Altri interpreti: Danilo Nigrelli (Saverio Patrizi), Carlo Greco (avvocato Mantovani), Mario Sgueglia (Verlenghini), Alessia Barela (Valeria Valli), Filippo Valsecchi (Stefano), Massimiliano Franciosa (Davide), Donatella Pompadour (Claudia Mantovani), Elisabetta Pellini (Tiziana Cattaneo), Anna Foglietta (ispettore Argenti), Fabrizio Ferracane (Romeo Collaciani), Irma Carolina Di Monte (Adele).
- Ascolti Italia: telespettatori 5 064 000 - share 23,84%[13]